# (181419) Dragonera
(181419) Dragonera est un astéroïde de la ceinture principale.

## Description
(181419) Dragonera est un astéroïde de la ceinture principale. Il fut découvert le 28 septembre 2006 à La Sagra par l'observatoire astronomique de Majorque. Il présente une orbite caractérisée par un demi-grand axe de 2,70 UA, une excentricité de 0,23 et une inclinaison de 9,8° par rapport à l'écliptique.